# Walter Trampler
Walter Trampler (Monaco di Baviera, 25 agosto 1915 – Port Joli, 27 settembre 1997) è stato un musicista, insegnante di viola e viola d'amore tedesco con cittadinanza statunitense.

## Biografia
Nato a Monaco ricevette le sue prime lezioni all'età di sei anni da suo padre violinista. Mentre era ancora giovane suonava abbastanza bene per girare l'Europa come violista del prestigioso Quartetto Strub. A metà degli anni '30 registrò per la Polydor Records con Max Strub e Florizel von Reuter (violini) e Ludwig Hoelscher (violoncello) (vale a dire la seconda formazione del Quartetto Strub) e Elly Ney (pianoforte). Successivamente fu il violista principale dell'Berlin Radio Symphony Orchestra. Lasciò il quartetto ed emigrò negli Stati Uniti nel 1939. Dopo il servizio militare statunitense nella seconda guerra mondiale tornò alla musica, insegnando, esibendosi e registrando. Fu uno dei membri fondatori della Chamber Music Society del Lincoln Center e successe a David Schwartz come violista dello Yale Quartet con Broadus Erle e Syoko Aki (violini) e Aldo Parisot (violoncello).
I suoi interessi musicali abbracciavano diversi secoli, dalle opere del Barocco al XX secolo, ispirando persino Luciano Berio a scrivere un pezzo per lui. Ha fatto numerose registrazioni. Oltre ad esibirsi largamente in Europa e negli Stati Uniti come solista e come musicista da camera, ha anche insegnato a molti studenti alla Juilliard School, al New England Conservatory, alla Yale School of Music e all'Università di Boston.
Morì a Port Joli, Nuova Scozia, Canada, nel 1997.